# Elektrosmog
Elektrosmog (smog elektromagnetyczny) – potoczne określenie promieniowania elektromagnetycznego o różnej częstotliwości, należącego do zakresu promieniowania niejonizującego, najczęściej odnoszące się do fragmentu zakresu fal radiowych (300 kHz – 300 GHz). Pojęcie elektrosmogu jest potocznie przez niektórych uważane za synonim promieniowania elektromagnetycznego pochodzącego ze źródeł sztucznych, czyli wytworzonych przez człowieka w odróżnieniu od promieniowania elektromagnetycznego pochodzącego ze źródeł naturalnych.
Występowanie promieniowania elektromagnetycznego w zakresach fal radiowych służy do przesyłania informacji przy użyciu radiowych technik bezprzewodowych (m.in. radio, TV, telefonia komórkowa, łączność alarmowa, internet bezprzewodowy). Z powodu doniesień o złym samopoczuciu osób znajdujących się w pobliżu urządzeń emitujących fale elektromagnetyczne, powstało porównanie ze smogiem. W 2018 opublikowano badania naukowe sugerujące związek między promieniowaniem elektromagnetycznym a zachorowalnością na raka. W środowisku naukowym nie ma zgody co do słuszności tej hipotezy. Liczne badania nie znalazły żadnych dowodów potwierdzających słuszność hipotezy o szkodliwości promieniowania elektromagnetycznego w zakresie promieniowania niejonizującego.
Cząstka -smog, użyta w części określenia, powstała z połączenia angielskich słów smoke („dym”) i fog („mgła”) sugeruje występowanie szkodliwej zawiesiny w środowisku wywołującej niepożądane skutki zdrowotne i razem z cząstką elektro- ma na celu przywołanie analogii do pola elektromagnetycznego.
Określenie elektrosmog jest często stosowanym przez aktywistów określeniem mającym świadczyć o szkodliwości pola elektromagnetycznego wytwarzanego np. przez stacje bazowe telefonii komórkowej oraz inne urządzenia emitujące promieniowanie elektromagnetyczne.